# Agustí Auqué Figueres
Agustí Auqué Figueres (Reus 9 de desembre de 1842 - Reus, principis del segle xx) va ser un artista picapedrer i escultor català.
Era fill de Macià Auqué, teixidor, i de Francesca Figueres, tots dos reusencs. Tenia establert el taller de picapedrer al carrer de sant Pere d'Alcàntara (avui de Llovera), i va ser pare de l'escultor Josep Auqué Masquef.
És conegut per haver esculpit en pedra la figura del déu Cronos (la gent de Reus l'anomena el «Peret de la dalla») que es va situar al capdamunt de la façana d'entrada del Cementiri de Reus. L'estàtua la va fer basant-se en un dibuix de l'escultor Roig i Solé, l'any 1870. L'escultor li va posar per títol «El Temps».

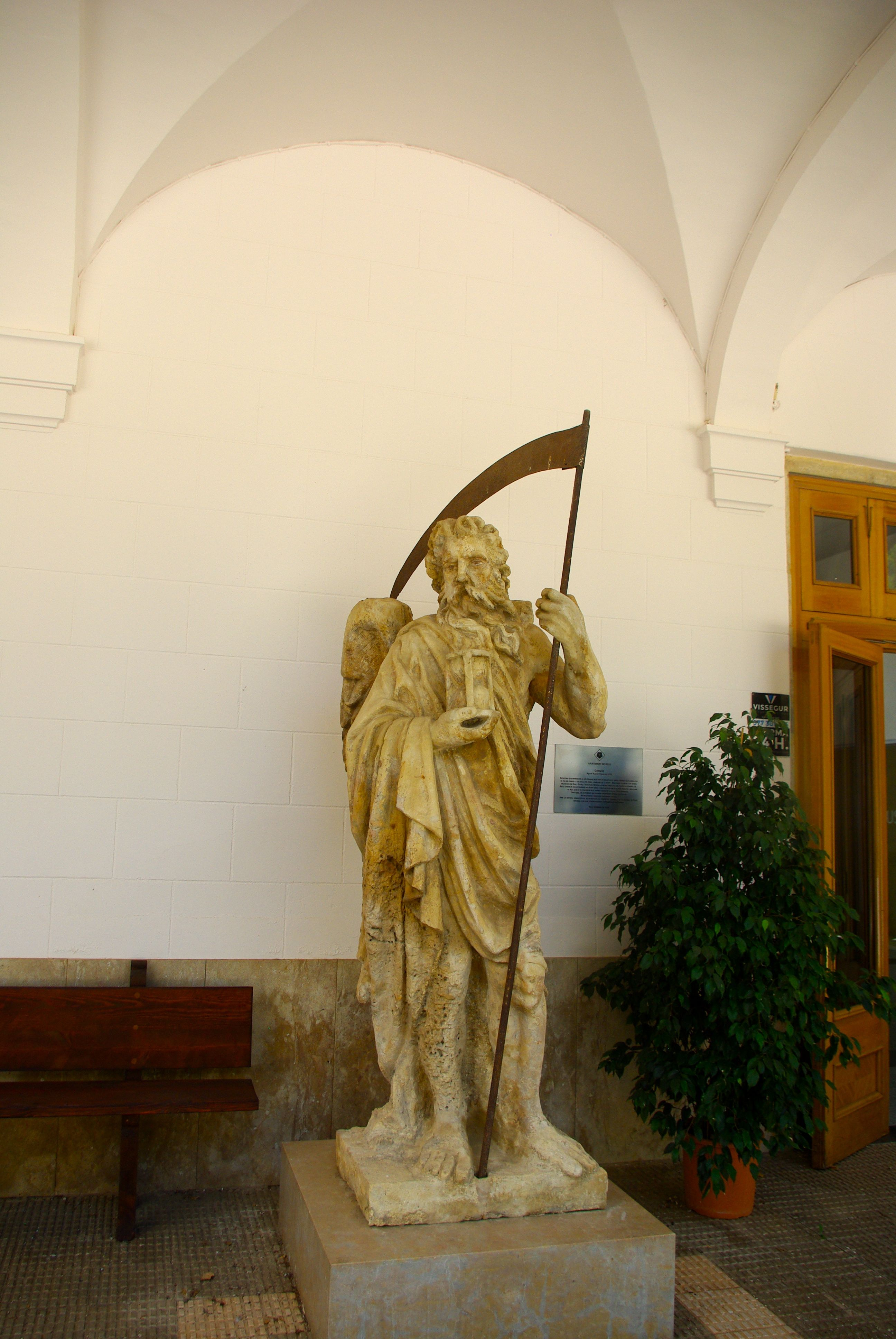
Original del Peret de la Dalla conservat a l'interior del Cementiri de Reus

Aquesta escultura presidia la façana del cementiri reusenc des de la seva inauguració, i recordava als visitants el caràcter no confessional del recinte. L'any 1939, amb la victòria franquista i la consegüent cristianització de tots els símbols funeraris, l'estàtua va ser retirada del seu lloc original i va ser substituïda per una gran creu cristiana. L'any 2004 l'obra original es va restaurar i dipositar a l'interior del cementiri, on es pot observar actualment, i dos anys més tard, el 2006, una rèplica del «Peret» es va col·locar novament a la façana principal.